# Wallgarten (Prager Burg)

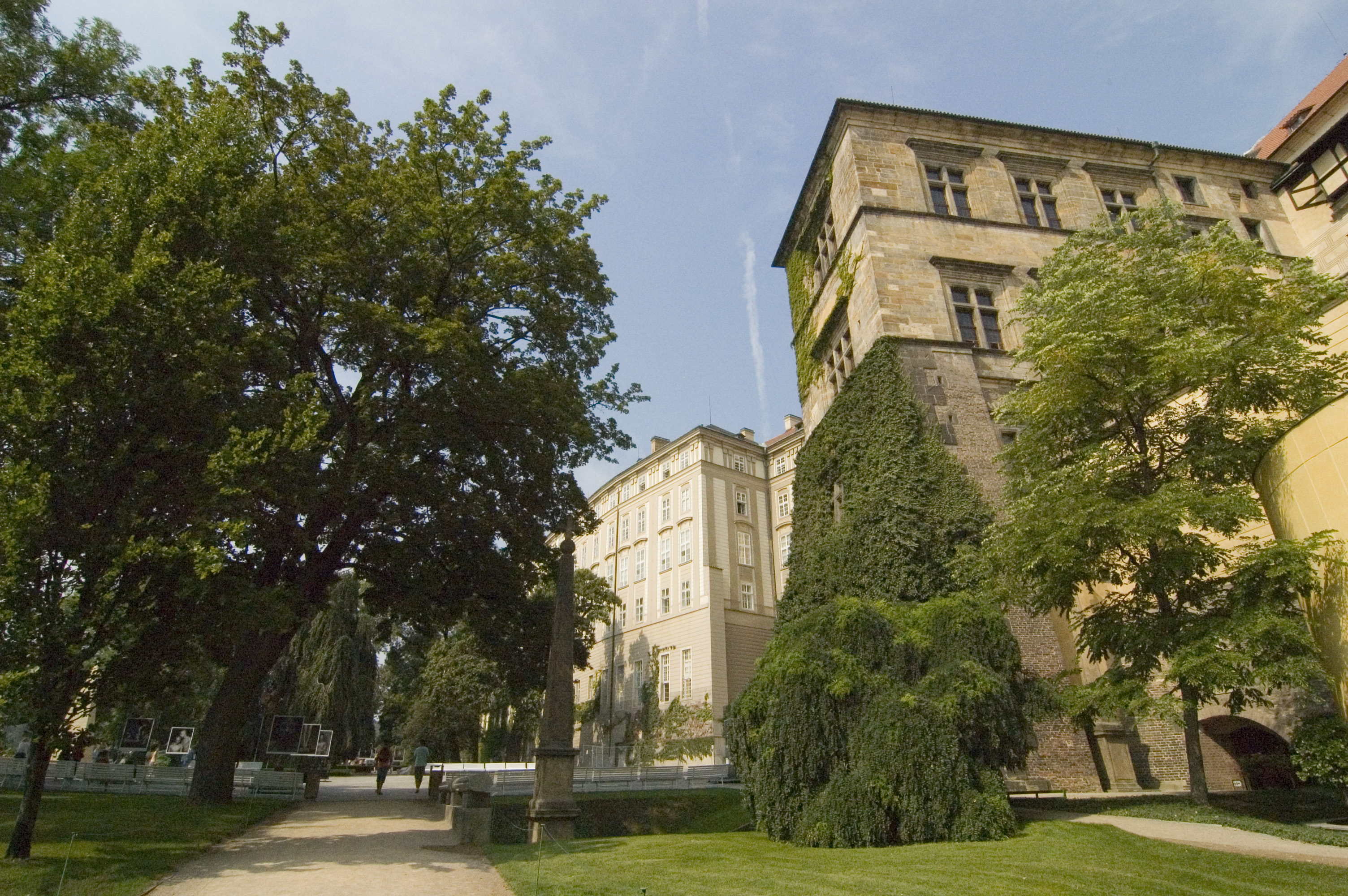
Wallgarten, rechts Ludwigsflügel des Alten Königspalastes

Der Wallgarten, auch Garten Auf den Wällen (tschechisch zahrada Na Valech), im Prager Stadtteil Hradschin gehört zusammen mit dem Paradiesgarten und Hartigs Garten zu den südlichen Gärten der Prager Burg. Sie bilden einen etwa halben Kilometer langen Grünstreifen unterhalb der Südfassade der Burg. Der Wallgarten ist mit 1,4 Hektar Fläche der größte unter den südlichen Gärten. Im Westen schließt er an den Paradiesgarten an und erstreckt sich entlang der Südfassade der Burg bis zum Palais Lobkowicz im Osten. Der Name Wallgarten zeigt an, dass er auf dem Areal ehemaliger mittelalterlicher Verteidigungswälle angelegt wurde.
In den Wallgarten gelangt man vom Paradiesgarten, vom Eingang beim Palais Lobkowicz und über die sogenannte Stiertreppe (Býčí schodiště) aus dem dritten Burghof. Nach einer umfangreichen Sanierung in den 1990er Jahren ist der Garten in den Sommermonaten wieder öffentlich zugänglich. Die Aussichtsplattformen bieten einen beeindruckenden Blick über die ganze Stadt. Der Wallgarten ist als Teil des Areals der Prager Burg als Nationales Kulturdenkmal der Tschechischen Republik geschützt.

## Geschichte
Die südlichen Burggärten entstanden an Stelle von Befestigungsanlagen aus dem Mittelalter. Nachdem im 16. Jahrhundert die Burgbefestigungen ihre militärische Bedeutung verloren hatten, wurden die Wassergräben zugeschüttet, die Schutzwälle abgetragen und das gesamte Areal nach und nach in Gärten und Weinberge verwandelt. Den ältesten Garten unter der südlichen Burgmauer, den heutigen Paradiesgarten, ließ Erzherzog Ferdinand II. von Tirol bereits Mitte des 16. Jahrhunderts anlegen. Östlich davon führte im 18. Jahrhundert eine Allee entlang der Burgmauer und in der zweiten Hälfte des 19. Jahrhunderts wurde hier der Wallgarten angelegt. Beide Gärten sind heute miteinander verbunden, der Paradiesgarten behielt aber seinen eigenständigen Charakter.
In den Wallgarten ragt der sogenannte Ludwigsflügel des Alten Königspalastes hinein. Aus seinen Fenstern wurden am 23. Mai 1618 die königlichen Statthalter Wilhelm Slavata und Jaroslav Borsita von Vertretern der protestantischen Stände 15 Meter tief in den Burggraben geworfen. Dieser Zweite Prager Fenstersturz gilt als Auslöser des Dreißigjährigen Krieges. An die Tat erinnern zwei barocke Sandsteinobelisken unter den Fenstern des Königspalastes.
Der Wallgarten verfiel während des kommunistischen Regimes. Unter der Leitung der Nationalen Denkmalbehörde wurde er in den 1990er Jahren nach dem ursprünglichen Konzept des Architekten Jože Plečnik wiederhergestellt und der Öffentlichkeit zugänglich gemacht. Die Gärten der Prager Burg (Wallgarten, Paradiesgarten und Basteigarten) gewannen im Jahr 2002 den renommierten Carlo-Scarpa-Preis, der jährlich von der Benetton-Stiftung an die bedeutendsten historischen Parks verliehen wird.

## Beschreibung

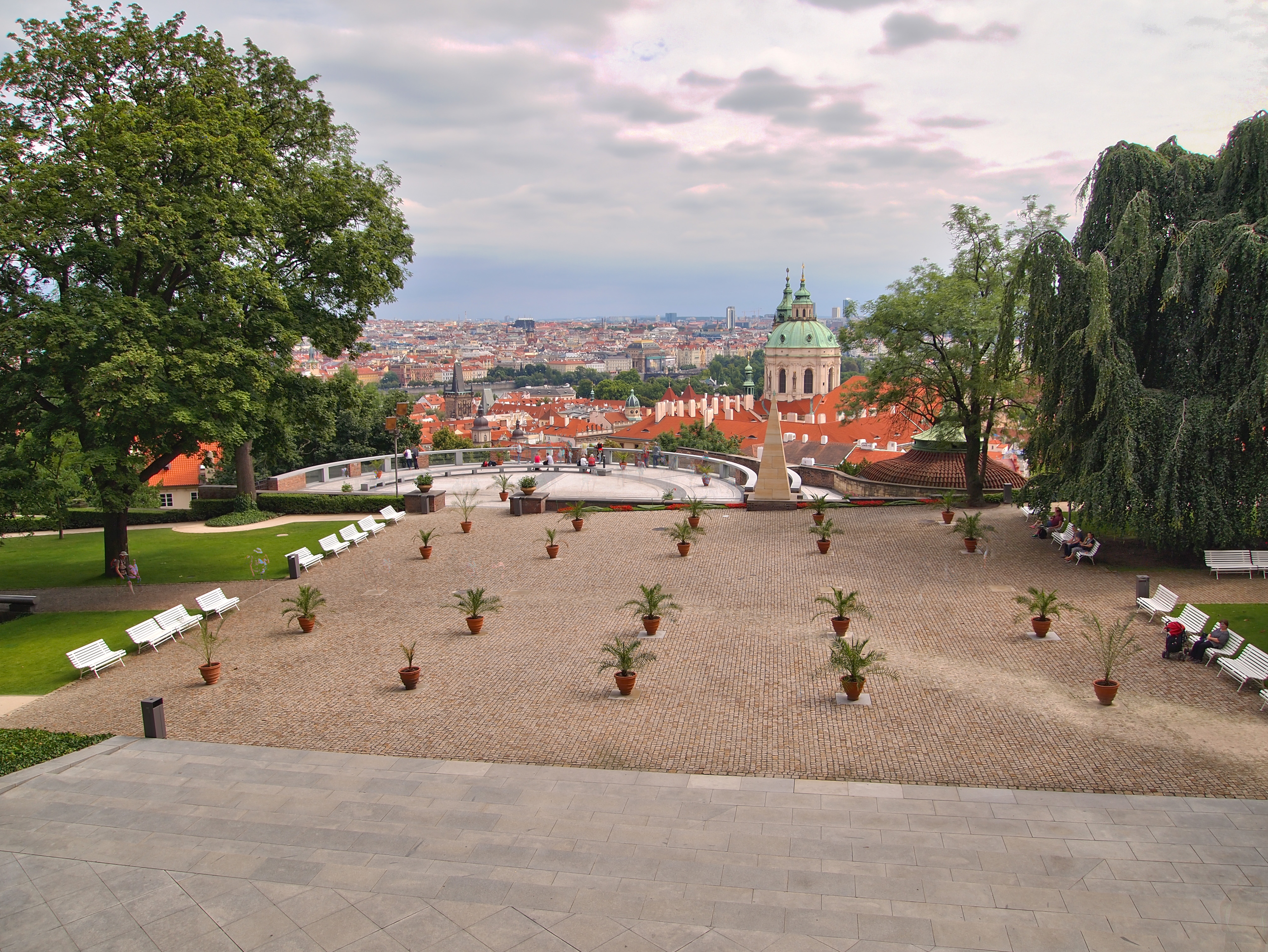
Plečnik-Aussichtsterrasse

Die heutige Gestalt des Wallgartens geht auf den slowenischen Architekten Jože Plečnik zurück, den Präsident Tomáš Garrigue Masaryk im Jahr 1920 zum Architekten der Prager Burg ernannte und mit der Renovierung des gesamten Burgareals beauftragte. Plečnik senkte die südliche Wehrmauer ab und gab den Blick auf das Panorama der Hauptstadt frei. Parallel zur Burgmauer schuf er eine Promenade mit großen rechteckigen Rasenflächen, mit wertvollen alten Bäumen und mit einer Reihe von Aussichtspunkten und Pavillons im Stil des modernen Klassizismus, ⁣⁣ mit Elementen mediterraner Architektur. Er schuf auch die sogenannte Stiertreppe (Býčí schodiště), die einen direkten Zugang vom Dritten Burghof hinunter in den Garten ermöglicht. Dieses bemerkenswerte Bauwerk zieren Bronzeskulpturen von Stieren.

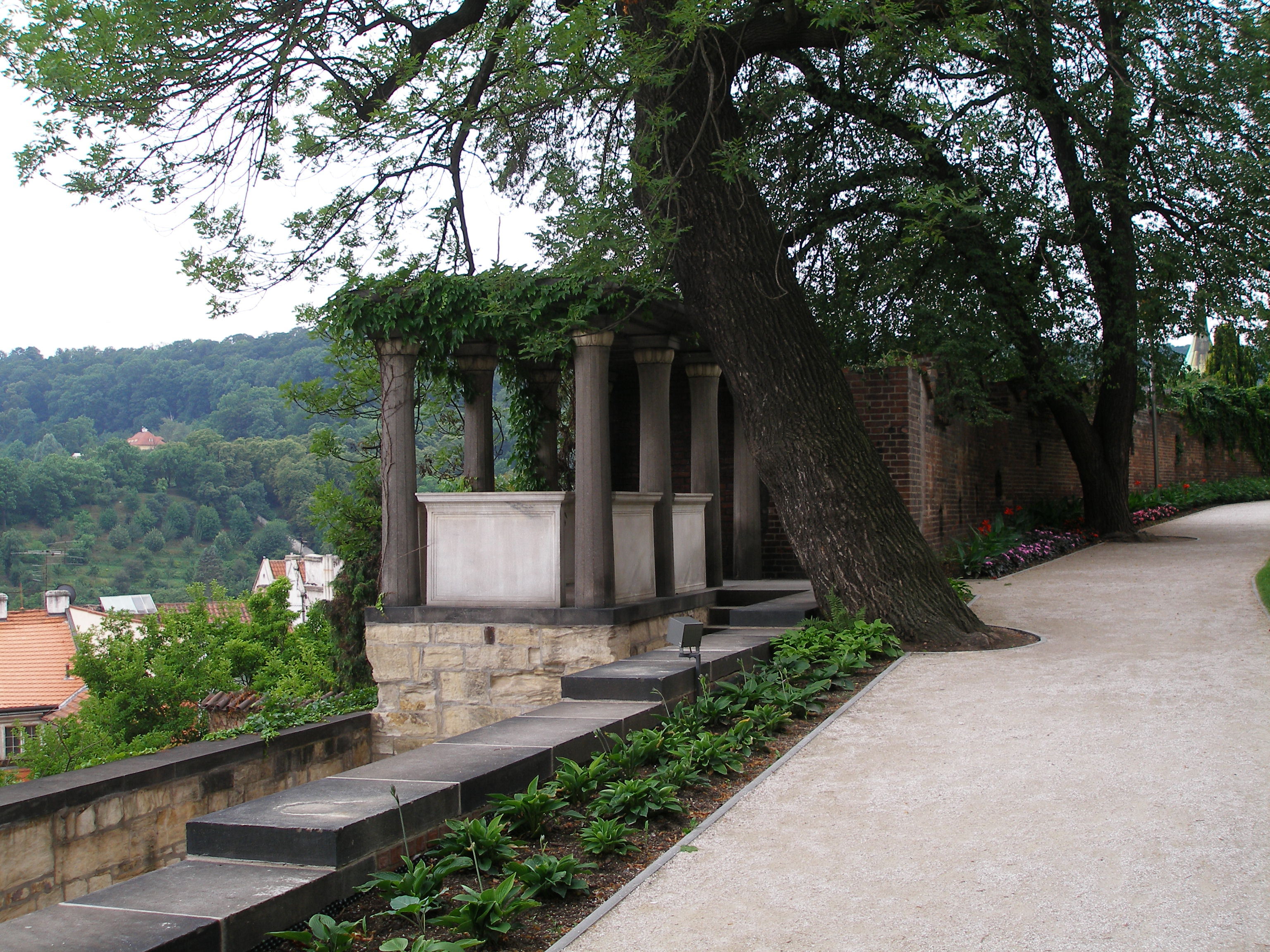
Das Kleine Belvedere

Der markanteste Ort im Wallgarten ist die große halbkreisförmige, mit einem Steingeländer umgebene Plečnik-Aussichtsterrasse (Plečnikova vyhlídka). Sie ist ein touristischer Anziehungspunkt und bietet einen imposanten Blick auf das Panorama der Hauptstadt. Eine Treppe entlang dieser Terrasse führt hinunter zu Hartigs Garten. Am Rande der Terrasse befindet sich eine hohe Pyramide aus Pläner. Plečnik hat sie genau in die Sichtachse zwischen dem Veitsdom und der St.-Nikolaus-Kirche auf der Kleinseite platziert: Wenn man auf der Stiertreppe oberhalb der Aussichtsterrasse steht, weist die Pyramidenspitze auf die St.-Nikolaus-Kirche, wenn man dagegen aus Hartigs Garten unter der Aussichtsterrasse zur Burg hinaufschaut, weist die Pyramidenspitze auf den Veitsdom.
Westlich der Aussichtsterrasse steht das Kleine Belvedere (Malý Belveder), ein kleiner Pavillon mit einer direkten Sicht auf die St.-Nikolaus-Kirche. Der Boden des Pavillons ist mit kunstvollem Mosaik gepflastert. Östlich der Aussichtsterrasse befindet sich das Tor zum Alpinum, einem von Plečnik angelegten romantischen Garten am steilen Hang hinter der Burgmauer. Die Backsteinkonstruktion ziert ein bronzener Mädchenkopf des Bildhauers Damián Pešan. Das Alpinum ist nicht öffentlich zugänglich.

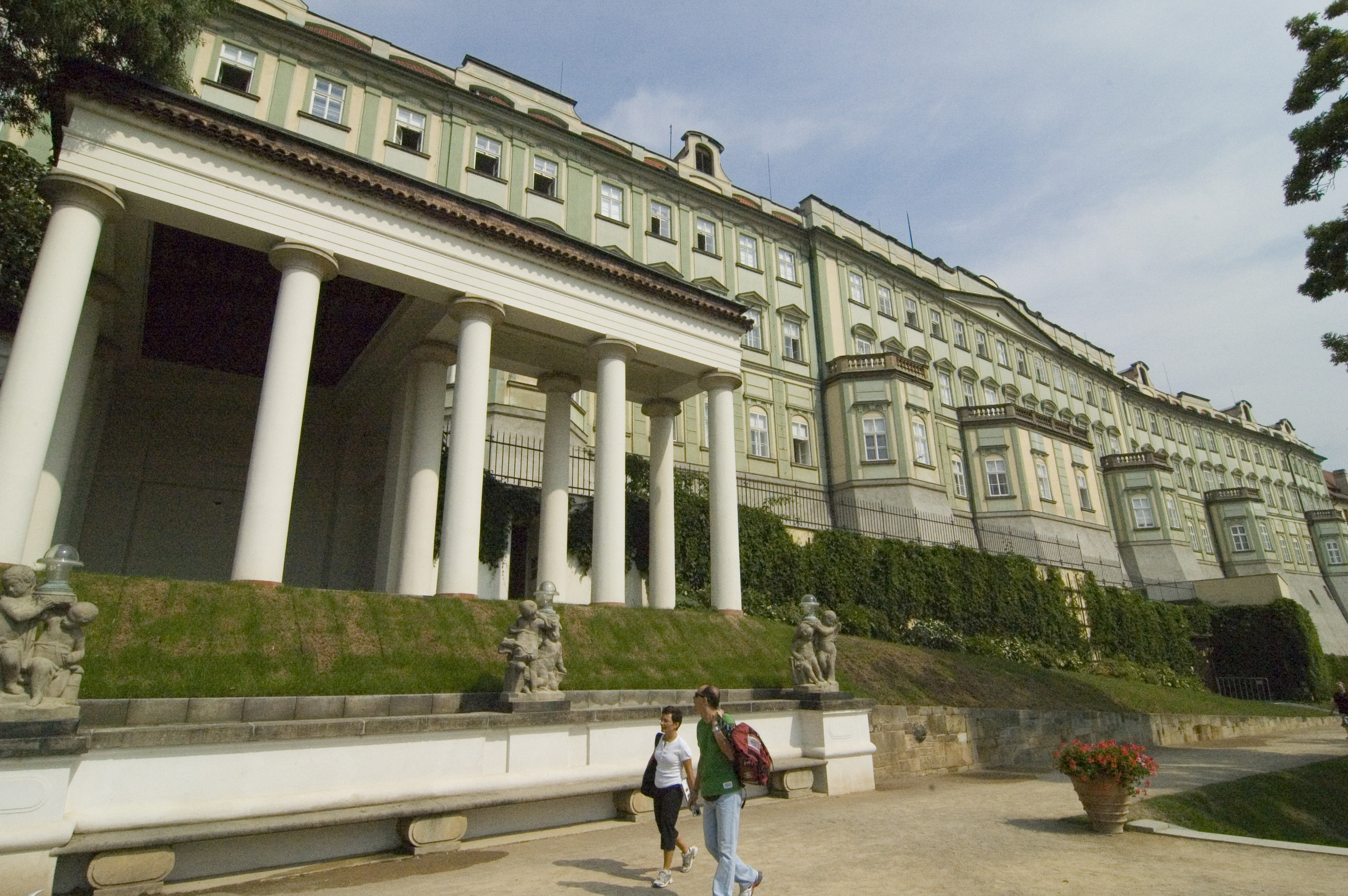
Pavillon Bellevue vor der Burgfassade

Weiter im Osten steht vor der Burgfassade der Pavillon Bellevue, eine Säulenhalle im antiken Stil, davor der Herkulesbrunnen (Herkulova kašna) mit einer barocken Herkulesstatue. Plečnik ließ an dieser Stelle die Wehrmauer vollständig entfernen und ersetzte sie durch ein eisernes Geländer. Damit ermöglichte er einen freien Blick nicht nur auf die Stadt, sondern auch auf die terrassenförmig angelegten Weinberge am Steilhang direkt unter der Wehrmauer. Der Besucher sollte daran erinnert werden, dass sich früher auf diesem ganzen Areal Weinberge befanden.
Am östlichen Ende des Wallgartens steht die Mährische Bastei (Moravská bašta). Der Backsteinpavillon mit einer hölzernen Pergola und einem ovalen Granittisch in der Mitte war ursprünglich ein Teil der Burgbefestigung. Präsident Tomáš Garrigue Masaryk saß hier oft mit seinen Freunden und Besuchern. Vor dem Pavillon stellte Plečnik eine schlanke Steinsäule mit ionischem Kapitell auf, die an der Spitze eine goldene Kugel mit Blitzen trägt. Die Blitze als ein slowakisches Symbol hat Plečnik aus der slowakischen Nationalhymne übernommen.